# Die Opfer des Nationalsozialismus unter den Parlamentariern aus niedersächsischen Gebieten

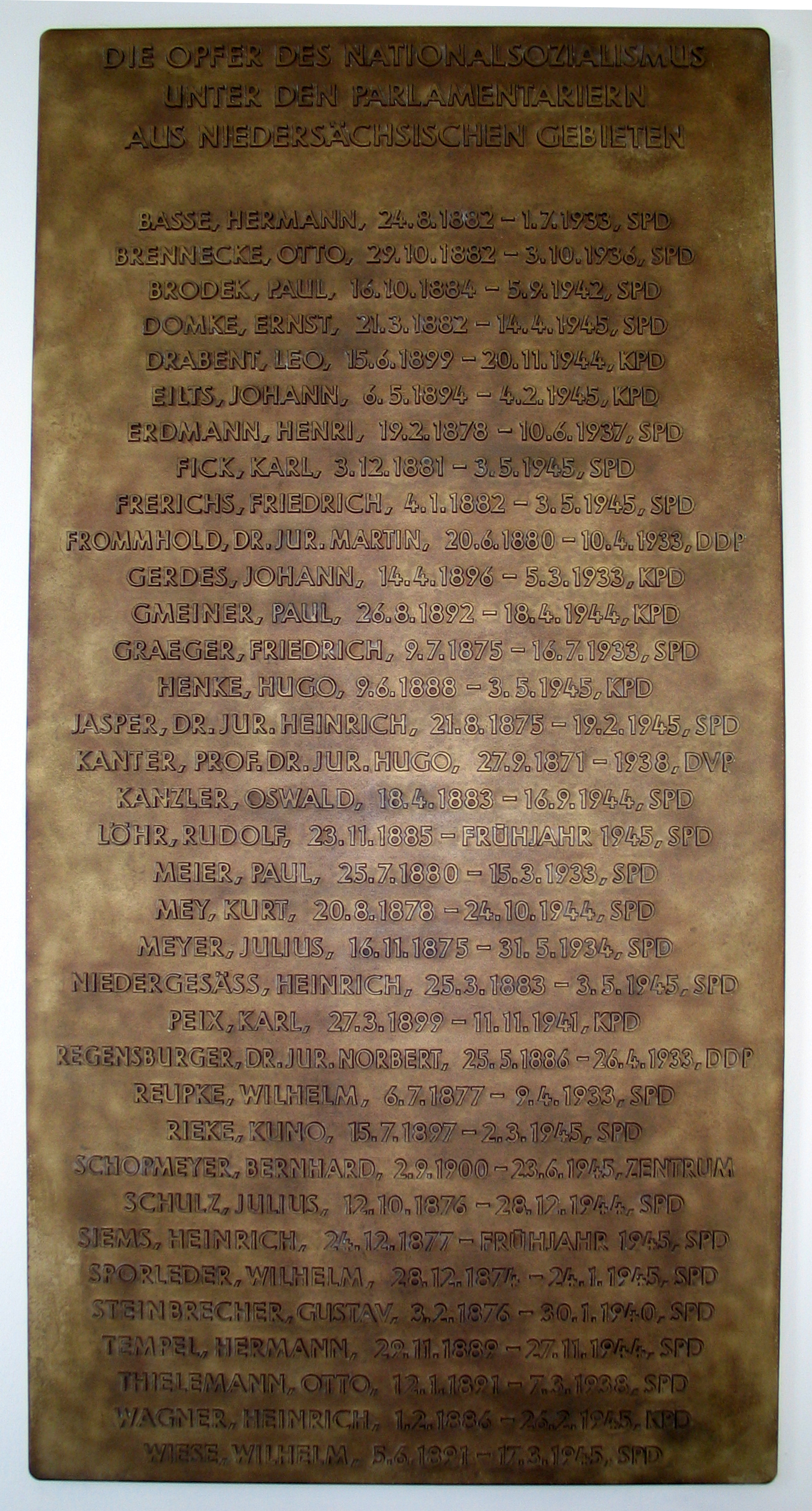
Die 2007 installierte Gedenktafel „Die Opfer des Nationalsozialismus unter den Parlamentariern aus niedersächsischen Gebieten“ im Niedersächsischen Landtag

Die Opfer des Nationalsozialismus unter den Parlamentariern aus niedersächsischen Gebieten titelt eine Gedenktafel in Hannover in der Wandelhalle des 
Niedersächsischen Landtags. Die nicht öffentlich zugängliche Tafel erinnert an 35 demokratisch gewählte Abgeordnete im Gebiet des heutigen Bundeslandes Niedersachsen, die zur Zeit des Nationalsozialismus zwischen 1933 und 1945 „von SA-Männern, Gestapo-Beamten oder KZ-Aufsehern ermordet […]“ oder in den Freitod getrieben wurden. Zusätzlich zu den auf der Tafel namentlich genannten soll die Gedenktafel zugleich an diejenigen Abgeordneten erinnern, die während der mehr als zwölf Jahre andauernden „staatsverbrecherischen Herrschaft [der Nationalsozialisten] schikaniert und verfolgt, ihrer Existenz beraubt und ins Exil getrieben wurden.“ Die ehemaligen Abgeordneten, „die mit knapper Not davongekommen waren und die nicht selten gerade erst aus Zuchthäusern und Konzentrationslagern befreit, körperlich wie seelisch schwer angeschlagen im Frühsommer 1945 noch einmal antraten, um eine gerechte, eine demokratische Gesellschaft zu gestalten.“
Mit der 2007 eingeweihten Gedenktafel – zugleich Mahnmal gegen eine „Diktatur, die Andersdenkenden keine Daseinsberechtigung zubilligte, sie ihrer Gesinnung wegen verfolgte bis in den Tod“ – war der Niedersächsische Landtag das erste Landesparlament der Bundesrepublik Deutschland, das auf diese Weise an die in seinen heutigen Wahlkreisen noch zur Zeit der Weimarer Republik gewählten und später durch die Nationalsozialisten ermordeten Abgeordneten verschiedener politischer Parteien erinnerte.

## Geschichte
Bereits 1933 als dem Jahr der „Machtergreifung“ entging fast kein Abgeordneter oder Funktionär insbesondere linker Parteien den Schikanen und Drangsalierungen vor allem „der SA, die sich im Rausch einer ‚nationalen Revolution‘ [mit Gewalt] austobte, ihre Gegner massenhaft und völlig ungesetzlich in sogenannte Schutzhaft nahm“. Einige der Opfer, die zum Teil erst nach Wochen oder sogar Monaten wieder aus der „Schutzhaft“ entlassen worden waren, engagierten sich dann im Widerstand gegen den Nationalsozialismus, jedoch nur in geheimen Untergrundbewegungen, bis die Gestapo Mitte der 1930er Jahre auch diese Organisationen weitgehend zerschlagen hatte.
Bei der Verfolgung parlamentarischer Abgeordneter tat sich vor allem der ehemalige Freistaat Braunschweig hervor unter dem Dreiergespann von Ministerpräsident Dietrich Klagges, Justizminister Friedrich Alpers und Friedrich Jeckeln, dem „Chef der Braunschweigischen Landespolizei“. Diese drei zeichneten „verantwortlich für den grausamen Tod von 15 ehemaligen sozialdemokratischen Parlamentsmitgliedern“.
Auch das Land Oldenburg, in dem die NSDAP ebenfalls bereits vor 1933 die Regierung gestellt hatte, verfolgte unter Ministerpräsident Georg Joel massiv zahlreiche Abgeordnete der Linksparteien.
Während aus dem Hannoverschen Provinziallandtag zehn ehemalige Abgeordnete durch die Nationalsozialisten zu Tode kamen, hatte das kleine Land Schaumburg-Lippe mit seinen 15 Abgeordneten zwar keine Todesopfer zu beklagen, allerdings gab es auch hier politisch motivierte Verfolgungen.
Nachdem mitten im Zweiten Weltkrieg das Attentat vom 20. Juli 1944 gescheitert war, setzte durch die von Heinrich Himmler verfügte „Aktion Gewitter“ ein „maßloser Rachefeldzug“ ein gegen sämtliche ehemaligen Reichstags-, Landtags- und Stadtverordneten vor allem der SPD und der KPD sowie ehemaliger sozialdemokratischer Partei- und Gewerkschaftssekretäre: Am 22. August 1944 wurden auf dem Gebiet des Deutschen Reichs schlagartig rund 6000 Menschen festgenommen, darunter rund 60 auf dem Gebiet des späteren Niedersachsen. Wenngleich auch der größere Teil der Inhaftierten zumeist nach einigen Wochen wieder freigelassen wurde, „überlebte doch etwa ein Viertel diese Tortur nicht“.
Von den insgesamt im Gebiet des heutigen Niedersachsens getöteten ehemaligen Abgeordneten waren manche „auf offener Straße mit Waffen niedergestreckt, aus dem Fenster gestürzt, an einem Baum erhängt oder in einem Konzentrationslager getötet“ worden.

## Daten der namentlich erwähnten Opfer
In der Reihenfolge ihrer Nachnamen nennt die Gedenktafel insgesamt 35 Abgeordnete mit ihren Geburts- und Sterbedaten sowie ihrer jeweiligen Parteizugehörigkeit: 24 ehemalige Parlamentarier gehörten zuletzt der SPD an, sieben der KPD und vier den bürgerlichen Parteien Deutsche Demokratische Partei (DDP), Deutsche Zentrumspartei (Zentrum) und Deutsche Volkspartei (DVP).
15 ehemalige Abgeordnete waren Mitglieder des Braunschweigischen Landtages, 9 des Oldenburgischen Landtages und 10 des Hannoverschen Provinziallandtages. Der sozialdemokratische Abgeordnete Hermann Tempel vertrat den Wahlkreis Weser-Ems im Reichstag. Fünf Todesopfer schieden durch Suizid aus dem Leben.
| Name                  | Geburtsdatum | Todesdatum      | Todesort                                | Partei    | Parlament                                                   | Bemerkung                                          | Bild |
| --------------------- | ------------ | --------------- | --------------------------------------- | --------- | ----------------------------------------------------------- | -------------------------------------------------- | ---- |
| Basse, Hermann        | 1882-08-24   | 1933-07-01      | Braunschweig                            | SPD       | Braunschweigischer Landtag, 1920–1922                       |                                                    |      |
| Brennecke, Otto       | 1882-20-29   | 1936-10-03      | Hannover                                | SPD       | Hannoverscher Provinziallandtag, 1929–1932                  |                                                    |      |
| Brodek, Paul          | 1884-10-16   | 1942-09-05      | Bremen                                  | SPD       | Oldenburgischer Landtag, 1923–1931                          |                                                    |      |
| Domke, Ernst          | 1882-03-21   | 1945-04-14      | KZ Bergen-Belsen                        | KPD       | Braunschweigischer Landtag, 1918–1920                       |                                                    |      |
| Drabent, Leo          | 1899-06-15   | 1944-11-20      | Zuchthaus Brandenburg                   | KPD       | Hannoverscher Provinziallandtag, 1933                       |                                                    |      |
| Eilts, Johann         | 1894-05-06   | 1945-02-04      | KZ Neuengamme                           | KPD       | Oldenburgischer Landtag, 1931–1932                          |                                                    |      |
| Erdmann, Henri        | 1878-02-19   | 1937-06-10      | Braunschweig                            | SPD       | Braunschweigischer Landtag, 1918–1930                       |                                                    |      |
| Fick, Karl            | 1881-12-03   | 1945-05-03      | Neustädter Bucht                        | SPD       | Oldenburgischer Landtag, 1922–1933                          |                                                    |      |
| Frerichs, Friedrich   | 1882-01-04   | 1945-05-03      | Vermutlich in der Lübecker Bucht        | SPD       | Oldenburgischer Landtag, 1920–1933                          |                                                    |      |
| Frommhold, Martin     | 1880-06-20   | 1933-04-10      | Hannover                                | DDP       | Hannoverscher Provinziallandtag, 1915–1929                  | Freitod                                            |      |
| Gerdes, Johann        | 1896-04-14   | 1933-03-05      | Oldenburg                               | KPD       | Oldenburgischer Landtag, 1932–1933                          |                                                    |      |
| Gmeiner, Paul         | 1892-08-26   | 1944-04-18      | KZ Sachsenhausen, Außenkommando Heinkel | KPD       | Braunschweigischer Landtag, 1924–1933                       |                                                    |      |
| Graeger, Friedrich    | 1875-07-09   | 1933-07-16      | Oldenburg                               | SPD       | Oldenburgischer Landtag, 1933                               |                                                    |      |
| Henke, Hugo           | 1888-06-09   | 1945-05-03      | Neustädter Bucht                        | KPD       | Oldenburgischer Landtag, 1932–1933                          |                                                    |      |
| Jasper, Heinrich      | 1875-08-21   | 1945-02-19      | KZ Bergen-Belsen                        | SPD       | Braunschweigischer Landtag, 1918–1933                       |                                                    |      |
| Kanter, Hugo          | 1871-09-27   | 1938            | Berlin                                  | DVP       | Braunschweigischer Landtag, 1918–1919                       |                                                    |      |
| Kanzler, Oswald       | 1883-04-18   | 1944-09-16      | Gestapogefängnis Fuhlsbüttel            | SPD       | Hannoverscher Provinziallandtag, 1929–1933                  |                                                    |      |
| Löhr, Rudolf          | 1885-11-23   | 1945 (Frühjahr) | KZ Bergen-Belsen                        | USPD, SPD | Braunschweigischer Landtag, 1922–1930                       |                                                    |      |
| Meier, Paul           | 1880-07-25   | 1933-03-15      | Wunstorf                                | SPD       | Hannoverscher Provinziallandtag, 1921–1925                  |                                                    |      |
| Mey, Kurt             | 1878-08-20   | 1944-10-24      | KZ Neuengamme                           | SPD       | Hannoverscher Provinziallandtag, 1921–1929                  |                                                    |      |
| Meyer, Julius         | 1875-11-16   | 1934-05-31      | Oldenburg                               | SPD       | Oldenburgischer Landtag, 1908–1919, 1923–1932               | Freitod                                            |      |
| Niedergesäß, Heinrich | 1883-03-25   | 1945-05-03      | Neustädter Bucht                        | SPD       | Hannoverscher Provinziallandtag, 1929–1932                  |                                                    |      |
| Peix, Karl            | 1899-03-27   | 1941-11-11      | KZ Buchenwald, Außenkommando Goslar     | KPD       | Hannoverscher Provinziallandtag, 1931–1933                  |                                                    |      |
| Regensburger, Norbert | 1886-05-25   | 1933-04-26      | Braunschweig                            | DDP       | Braunschweigischer Landtag, 1919–1924, 1925–1926            |                                                    |      |
| Reupke, Wilhelm       | 1877-07-06   | 1933-04-09      | Vienenburg                              | USPD      | Braunschweigischer Landtag, 1919–1920                       | ab 1922 Mitglied der SPD                           |      |
| Rieke, Kuno           | 1897-07-15   | 1945-03-02      | KZ Dachau                               | SPD       | Braunschweigischer Landtag, 1924–1932                       |                                                    |      |
| Schopmeyer, Bernhard  | 1900-09-02   | 1945-06-23      | Osnabrück                               | Zentrum   | Hannoverscher Provinziallandtag, 1933                       |                                                    |      |
| Schulz, Julius        | 1876-10-12   | 1944-12-28      | KZ Sachsenhausen                        | USPD, SPD | Braunschweigischer Landtag, 1922–1933                       |                                                    |      |
| Siems, Heinrich       | 1877-12-24   | 1945 (Frühjahr) | KZ Bergen-Belsen                        | SPD       | Braunschweigischer Landtag, 1920–1933                       |                                                    |      |
| Sporleder, Wilhelm    | 1874-12-28   | 1945-01-24      | Hannover                                | SPD       | Hannoverscher Provinziallandtag, 1919–1920, 1921–1932, 1933 | 1955 wurde der Sporlederweg in Linden-Süd angelegt |      |
| Steinbrecher, Gustav  | 1876-02-03   | 1940-01-30      | KZ Mauthausen                           | SPD       | Braunschweigischer Landtag, 1918–1933                       |                                                    |      |
| Tempel, Hermann       | 1889-11-29   | 1944-11-27      | Oldenburg                               | SPD       | Reichstag, 1925–1933                                        | als Vertreter des Wahlkreises Weser-Ems            |      |
| Thielemann, Otto      | 1891-01-12   | 1938-03-07      | KZ Dachau                               | SPD       | Braunschweigischer Landtag, 1924–1933                       |                                                    |      |
| Wagner, Heinrich      | 1886-02-01   | 1945-02-26      | KZ Bergen-Belsen                        | KPD       | Oldenburgischer Landtag, 1931–1932                          |                                                    |      |
| Wiese, Wilhelm        | 1891-06-05   | 1945-03-17      | KZ Neuengamme                           | SPD       | Hannoverscher Provinziallandtag, 1929–1932                  |                                                    |      |